# Lezus Lezu
Lezus Lezu (gr. Λοΐζος Λοΐζου; ur. 18 lipca 2003 w Kokinotrimitii) – cypryjski piłkarz grający na pozycji napastnika w klubie Omonia Nikozja.

## Kariera juniorska
Lezu grał jako junior w Omonii Nikozja (2008–2019).

## Kariera seniorska

### Omonia Nikozja
Lezu zadebiutował w pierwszej drużynie Omonii Nikozja 11 maja 2019 w meczu z APOEL-em FC (przeg. 1:2). Pierwszą bramkę zawodnik ten zdobył 22 lutego 2020 w wygranym 3:0 spotkaniu przeciwko Enosis Neon Paralimni. Został pierwszym w historii zawodnikiem z rocznika 2003, który zdobył bramkę w Protathlima A’ Kategorias.

## Kariera reprezentacyjna

### Cypr U-16
Lezu zadebiutował w reprezentacji Cypru U-16 5 września 2018 w przegranym 2:3 spotkaniu przeciwko Niemcom. Kolejny mecz rozegrał dwa dni później z Austrią (wyg. 2:3). W następny spotkaniu przeciwko Rosji (przeg. 5:2) 20 kwietnia 2019 strzelił dwa gole.

### Cypr U-17
Lezu zaliczył debiut dla Cypru U-17 22 października 2019 w meczu ze Słowacją (przeg. 0:3). Zagrał także 3 dni później w starciu z Francją (przeg. 0:2) i 28 października w wygranym 3:0 spotkaniu przeciwko Gibraltarowi, kiedy to zdobył swoją pierwszą bramkę.

### Cypr
Lezu zadebiutował w reprezentacji Cypru 5 września 2020 w meczu Ligi Narodów UEFA z Czarnogórą (przeg. 0:2). Pierwszego gola strzelił 7 października 2020 w przegranym 1:2 spotkaniu przeciwko Czechom.

## Statystyki

### Klubowe
(aktualne na dzień 5 grudnia 2022)
| Klub               | Sezon              | Liga                      | Liga  | Liga   | Puchar kraju | Puchar kraju | Europa | Europa | Suma  | Suma   |
| Klub               | Sezon              | Liga                      | Mecze | Bramki | Mecze        | Bramki       | Mecze  | Bramki | Mecze | Bramki |
| ------------------ | ------------------ | ------------------------- | ----- | ------ | ------------ | ------------ | ------ | ------ | ----- | ------ |
| Omonia Nikozja     | 2018/19            | Protathlima A’ Kategorias | 2     | 0      | 0            | 0            | –      | –      | 2     | 0      |
| Omonia Nikozja     | 2019/20            | Protathlima A’ Kategorias | 1     | 1      | 1            | 0            | –      | –      | 2     | 1      |
| Omonia Nikozja     | 2020/21            | Protathlima A’ Kategorias | 27    | 2      | 2            | 0            | 7      | 0      | 36    | 2      |
| Omonia Nikozja     | 2021/22            | Protathlima A’ Kategorias | 28    | 4      | 6            | 1            | 12     | 2      | 46    | 7      |
| Omonia Nikozja     | 2022/23            | Protathlima A’ Kategorias | 12    | 1      | 1            | 0            | 4      | 0      | 17    | 1      |
| Omonia Nikozja     | Ogólnie            | Ogólnie                   | 70    | 8      | 10           | 1            | 23     | 2      | 103   | 11     |
| Ogólnie w karierze | Ogólnie w karierze | Ogólnie w karierze        | 70    | 8      | 10           | 1            | 23     | 2      | 103   | 11     |

### Reprezentacyjne
| Reprezentacja      | Rok                | Mecze | Bramki |
| ------------------ | ------------------ | ----- | ------ |
| Cypr U-16          | 2018               | 2     | 0      |
| Cypr U-16          | 2019               | 1     | 2      |
| Ogólnie            | Ogólnie            | 3     | 2      |
| Cypr U-17          | 2019               | 3     | 1      |
| Ogólnie            | Ogólnie            | 3     | 1      |
| Cypr               | 2020               | 6     | 1      |
| Cypr               | 2021               | 9     | 0      |
| Cypr               | 2022               | 6     | 0      |
| Ogólnie            | Ogólnie            | 21    | 1      |
| Ogólnie w karierze | Ogólnie w karierze | 27    | 4      |

| Mecze i gole w reprezentacji | Mecze i gole w reprezentacji | Mecze i gole w reprezentacji | Mecze i gole w reprezentacji | Mecze i gole w reprezentacji | Mecze i gole w reprezentacji | Mecze i gole w reprezentacji | Mecze i gole w reprezentacji              |
| Cypr U-16                    | Cypr U-16                    | Cypr U-16                    | Cypr U-16                    | Cypr U-16                    | Cypr U-16                    | Cypr U-16                    | Cypr U-16                                 |
| Lp.                          | Data                         | Miejsce                      | Gospodarz                    | Gość                         | Wynik                        | Gol                          | Rozgrywki                                 |
| ---------------------------- | ---------------------------- | ---------------------------- | ---------------------------- | ---------------------------- | ---------------------------- | ---------------------------- | ----------------------------------------- |
| 1.                           | 05.09.2018                   | Kilb                         | Niemcy U-16                  | Cypr U-16                    | 3:2                          |                              | Mecz towarzyski                           |
| 2.                           | 07.09.2018                   | Pyhra                        | Austria U-16                 | Cypr U-16                    | 2:3                          |                              | Mecz towarzyski                           |
| 3.                           | 20.04.2019                   | Buftea                       | Rosja U-16                   | Cypr U-16                    | 5:2                          | Gol · Gol                    | Mecz towarzyski                           |
| Cypr U-17                    |                              |                              |                              |                              |                              |                              |                                           |
| Lp.                          | Data                         | Miejsce                      | Gospodarz                    | Gość                         | Wynik                        | Gol                          | Rozgrywki                                 |
| 1.                           | 22.10.2019                   | Larnaka                      | Cypr U-17                    | Słowacja U-17                | 0:3                          |                              | Mistrzostwa Europy U-17 2020 – eliminacje |
| 2.                           | 25.10.2019                   | Larnaka                      | Cypr U-17                    | Francja U-17                 | 0:2                          |                              | Mistrzostwa Europy U-17 2020 – eliminacje |
| 3.                           | 28.10.2019                   | Larnaka                      | Cypr U-17                    | Gibraltar U-17               | 3:0                          | Gol                          | Mistrzostwa Europy U-17 2020 – eliminacje |
| Cypr                         |                              |                              |                              |                              |                              |                              |                                           |
| Lp.                          | Data                         | Miejsce                      | Gospodarz                    | Gość                         | Wynik                        | Gol                          | Rozgrywki                                 |
| 1.                           | 05.09.2020                   | Nikozja                      | Cypr                         | Czarnogóra                   | 0:2                          |                              | Liga Narodów UEFA                         |
| 2.                           | 08.09.2020                   | Nikozja                      | Cypr                         | Azerbejdżan                  | 0:1                          |                              | Liga Narodów UEFA                         |
| 3.                           | 07.10.2020                   | Larnaka                      | Cypr                         | Czechy                       | 1:2                          | Gol                          | Mecz towarzyski                           |
| 4.                           | 10.10.2020                   | Luksemburg                   | Luksemburg                   | Cypr                         | 2:0                          |                              | Liga Narodów UEFA                         |
| 5.                           | 13.10.2020                   | Baku                         | Azerbejdżan                  | Cypr                         | 0:0                          |                              | Liga Narodów UEFA                         |
| 6.                           | 17.11.2020                   | Podgorica                    | Czarnogóra                   | Cypr                         | 4:0                          |                              | Liga Narodów UEFA                         |
| 7.                           | 24.03.2021                   | Nikozja                      | Cypr                         | Słowacja                     | 0:0                          |                              | Mistrzostwa Świata 2022 – eliminacje      |
| 8.                           | 30.03.2021                   | Nikozja                      | Cypr                         | Słowenia                     | 1:0                          |                              | Mistrzostwa Świata 2022 – eliminacje      |
| 9.                           | 04.06.2021                   | Budapeszt                    | Węgry                        | Cypr                         | 1:0                          |                              | Mecz towarzyski                           |
| 10.                          | 07.06.2021                   | Charków                      | Ukraina                      | Cypr                         | 4:0                          |                              | Mecz towarzyski                           |
| 11.                          | 01.09.2021                   | Ta’ Qali                     | Malta                        | Cypr                         | 3:0                          |                              | Mistrzostwa Świata 2022 – eliminacje      |
| 12.                          | 04.09.2021                   | Nikozja                      | Cypr                         | Rosja                        | 0:2                          |                              | Mistrzostwa Świata 2022 – eliminacje      |
| 13.                          | 07.09.2021                   | Nové Mesto                   | Słowacja                     | Cypr                         | 2:0                          |                              | Mistrzostwa Świata 2022 – eliminacje      |
| 14.                          | 08.10.2021                   | Larnaka                      | Cypr                         | Chorwacja                    | 0:3                          |                              | Mistrzostwa Świata 2022 – eliminacje      |
| 15.                          | 11.10.2021                   | Larnaka                      | Cypr                         | Malta                        | 2:2                          |                              | Mistrzostwa Świata 2022 – eliminacje      |
| 16.                          | 02.06.2022                   | Larnaka                      | Cypr                         | Kosowo                       | 0:2                          |                              | Liga Narodów UEFA                         |
| 17.                          | 05.06.2022                   | Larnaka                      | Cypr                         | Irlandia Północna            | 0:0                          |                              | Liga Narodów UEFA                         |
| 18.                          | 09.06.2022                   | Wolos                        | Grecja                       | Cypr                         | 3:0                          |                              | Liga Narodów UEFA                         |
| 19.                          | 24.09.2022                   | Larnaka                      | Cypr                         | Grecja                       | 1:0                          |                              | Liga Narodów UEFA                         |
| 20.                          | 27.09.2022                   | Prisztina                    | Kosowo                       | Cypr                         | 3:1                          |                              | Liga Narodów UEFA                         |
| 21.                          | 16.11.2022                   | Larnaka                      | Cypr                         | Bułgaria                     | 0:2                          |                              | Mecz towarzyski                           |